# Lundby mekaniska verkstad

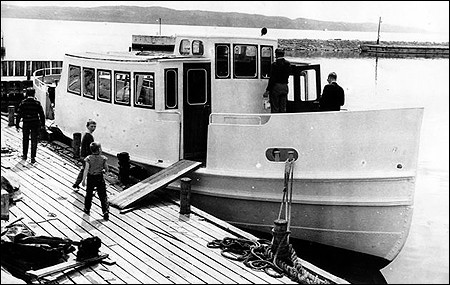
Tor byggdes 1899 som bogserbåt.

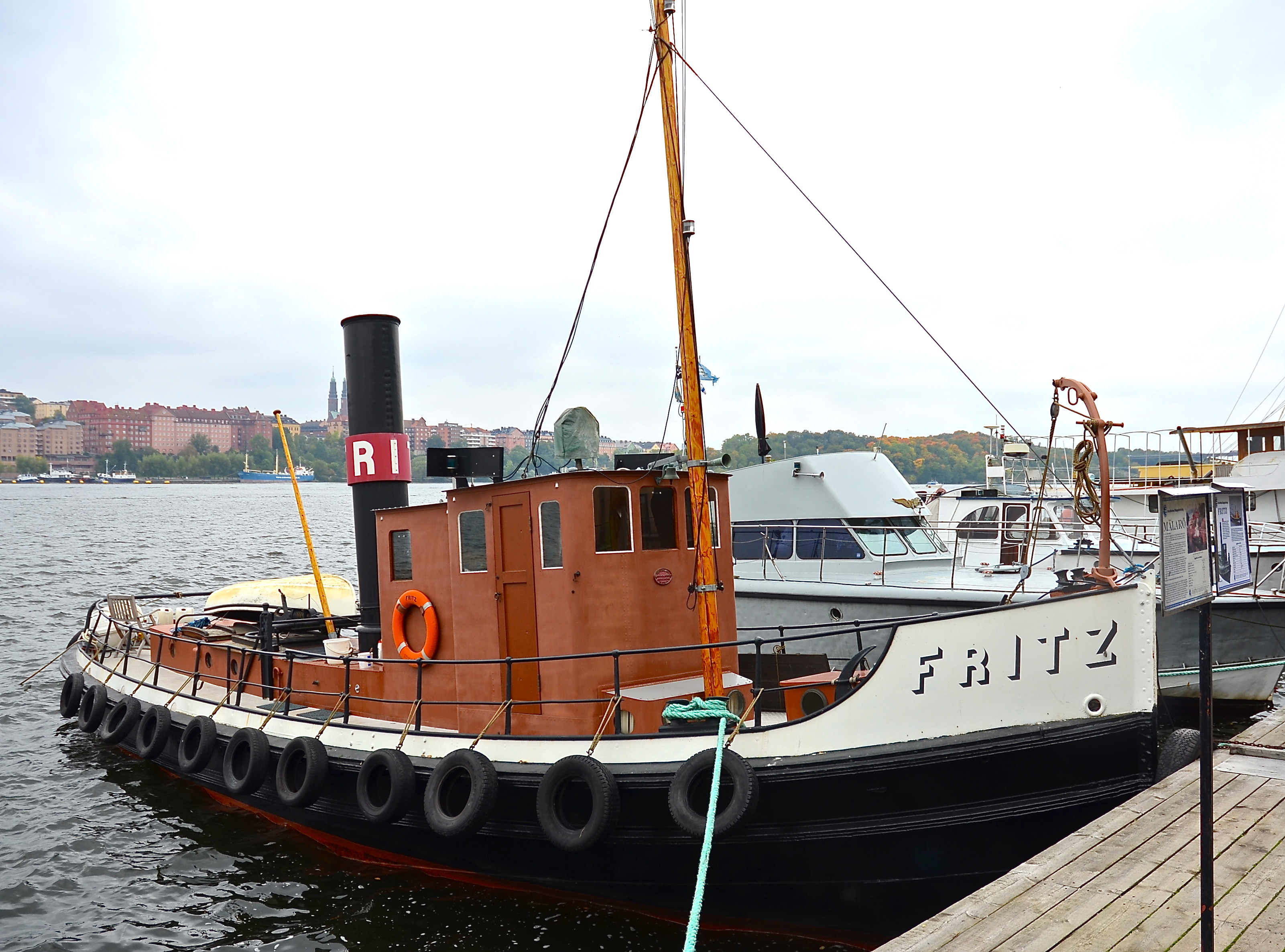
Fritz, byggd 1908.

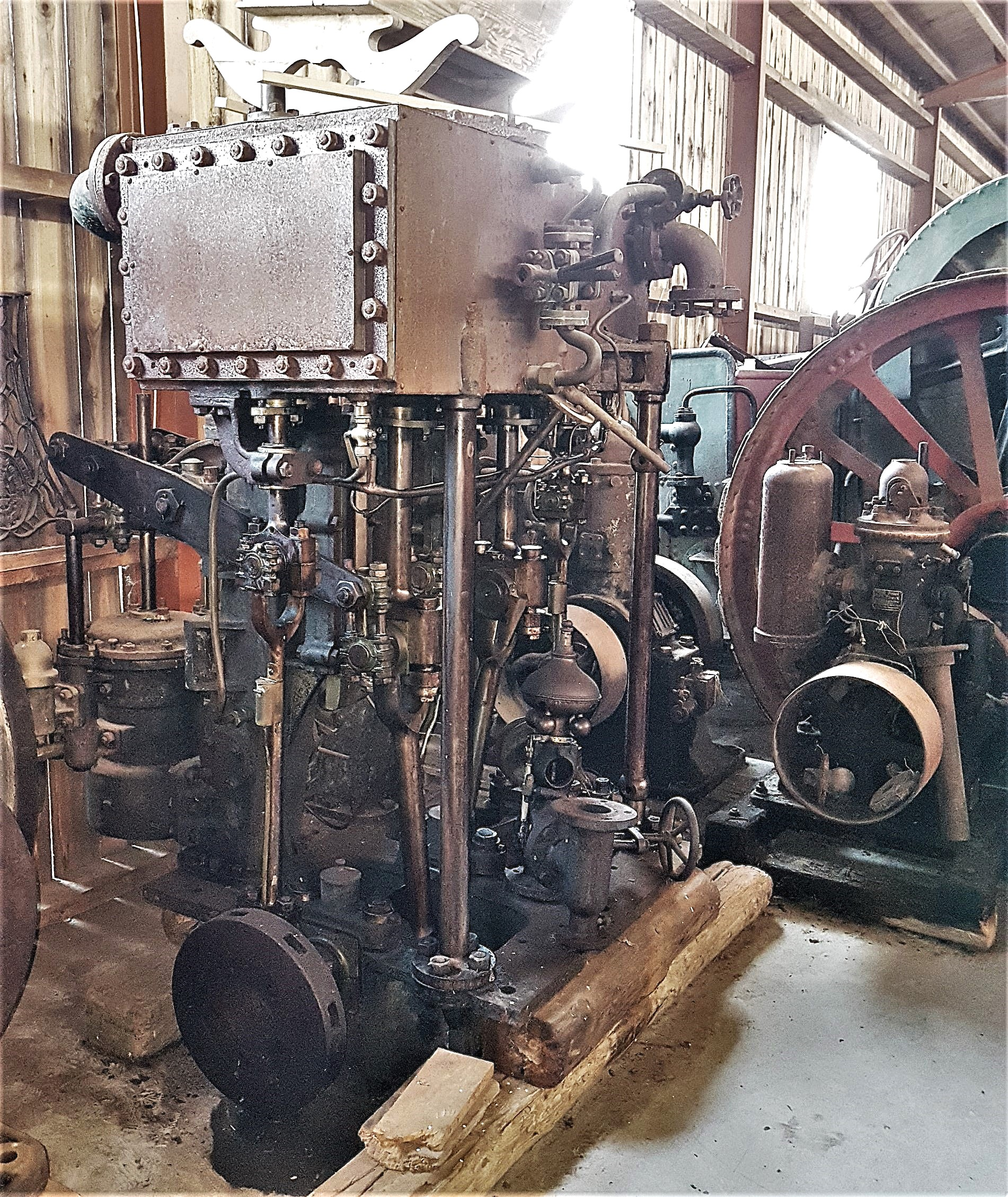
Ångmaskin tillverkad vid Lundby Mekaniska verkstad. Nu vid RUBENS i Götene

AB Lundby mekaniska verkstad var en mekanisk verkstad och ett reparations- och nybyggnadsvarv i Göteborg, vilket i sin nyproduktion tillverkade så gott som enbart bogserbåtar, samt ångmaskiner till bland andra Lindholmens varv. Bogserbåtarna var ofta konstruerade av Henrik Lindfors på Chalmers tekniska högskola.
Varvet grundades 1887 och låg vid Sannegårdshamnen. Den sista båten som levererades var bogserbåten Tor till Röda bolaget 1928, numera M/S Måsen. Varvet lades ned 1933.
Lundby mekaniska verkstad tillverkade drygt 50 fartyg, varav omkring 49 bogserbåtar, omkring 30 av dem för Röda bolaget i Göteborg.

## Byggda båtar i urval
- 1899 Tor, ursprungligen bogserbåt i Göteborg, senare ombyggd till passagerarbåt.
- 1903 Örnen, bogserbåt, varvsnummer 18.
- 1908 Fritz, bogserbåt, varvsnummer 32.
- 1928 Måsen, ursprungligen ångbogserbåt i Göteborg med namnet Tor, år 1992 ombyggd till passagerarfartyg, varvsnummer 56.[2]